# Psychotria tephrosantha
Psychotria tephrosantha är en måreväxtart som beskrevs av Asa Gray. Psychotria tephrosantha ingår i släktet Psychotria och familjen måreväxter. Inga underarter finns listade i Catalogue of Life.